# Paracapnia leisteri
Paracapnia leisteri is een steenvlieg uit de familie Capniidae. De wetenschappelijke naam van de soort is voor het eerst geldig gepubliceerd in 2005 door Potikha & Zhiltzova.